# 道州制特別区域における広域行政の推進に関する法律
道州制特別区域における広域行政の推進に関する法律（どうしゅうせいとくべつくいきにおけるこういきぎょうせいのすいしんにかんするほうりつ、平成18年12月20日法律第116号）は、道州制特別区域の推進に関する日本の法律である。略称は、道州制特区法、道州制特区推進法。

## 概要
道州制特別区域における広域行政の推進に関する法律は、2006年（平成18年）、小泉内閣のときに内閣から提出され、安倍内閣のときに成立、公布・施行された法律である。

## 目的（1条）
道州制特別区域における広域行政の推進に関する法律は、市町村の合併の進展による市町村の区域の広域化、経済社会生活圏の広域化、少子高齢化等の経済社会情勢の変化に伴い、広域にわたる行政の重要性が増大していることにかんがみ、道州制特別区域の設定、道州制特別区域における広域行政の推進についての基本理念、道州制特別区域基本方針の策定、道州制特別区域計画の作成及びこれに基づく特別の措置、道州制特別区域推進本部の設置等について定め、もって地方分権の推進及び行政の効率化に資するとともに、北海道地方その他の各地方の自立的発展に寄与することを目的とする（法1条）。

## 定義（2条）
道州制特別区域
北海道地方又は自然、経済、社会、文化等において密接な関係が相当程度認められる地域を一体とした地方（3以上の都府県の区域（平成18年4月1日現在における都府県の区域をいう。）の全部をその区域に含むものに限る。）のいずれかの地方の区域の全部をその区域に含む都道府県であって政令で定めるもの（特定広域団体）の区域をいう。
広域行政
特定広域団体により実施されることが適当と認められる広域にわたる施策（広域的施策）に関する行政をいう。
法令の特例措置
法律により規定された国の行政機関の長の権限に属する事務及び事業（事務等）についての第11条から第16条までに規定する法律の特例に関する措置並びに政令又は主務省令により規定された国の行政機関の長の権限に属する事務等についてのそれぞれ政令又は主務省令で規定する特例に関する措置をいう。
特定事務等
別表に掲げる事務等であって、第11条から第16条までの規定及び前項の政令又は主務省令の規定により、法令の特例措置が適用されるものとして、その範囲が定められているものをいう。

## 基本理念（3条）
- 道州制特別区域における広域行政の推進（広域行政の推進）は、広域に分散して存在する産業、福祉、文化等の有する機能及び経済活動、社会活動その他の活動に利用される資源を有効かつ適切に組み合わせて一体的に活用することを旨として、行われなければならない。
- 広域行政の推進は、その区域内の各地域の特性に配慮しつつ、各地域における住民の福祉の向上並びに経済及び社会の発展に寄与することを旨として、行われなければならない。
- 広域行政の推進は、国と特定広域団体との適切な役割分担及び密接な連携の下に特定広域団体の自主性及び自立性が十分に発揮されることを旨として、行われなければならない。

## 国及び特定広域団体の努力義務（4条）
- 国及び特定広域団体は、前条に定める基本理念にのっとり、道州制特別区域における広域行政を総合的かつ効果的に推進するよう努めなければならない。
- 国及び特定広域団体は、広域行政の推進につき、相互に協力するとともに、それらの行政を効率化するよう努めなければならない。

## 道州制特別区域推進本部
広域行政の推進に関する施策を総合的かつ効果的に推進するため、内閣に、道州制特別区域推進本部が置かれる。
所掌事務
1. 道州制特別区域基本方針の案の作成に関すること。
2. 道州制特別区域基本方針に基づく施策の実施の推進に関すること。
3. この法律の規定による広域行政の推進の評価に関すること。
4. 前三号に掲げるもののほか、広域行政の推進に関する施策で重要なものの企画及び立案並びに総合調整に関すること。

組織
道州制特別区域推進本部本部は、道州制特別区域推進本部長、道州制特別区域推進副本部長及び道州制特別区域推進本部員をもって組織する。
- 道州制特別区域推進本部長 - 内閣総理大臣
- 道州制特別区域推進副本部長 - 内閣官房長官および内閣府特命担当大臣（地方創生）
- 道州制特別区域推進本部員 - 本部長および副本部長以外のすべての国務大臣

事務
本部に関する事務は、内閣官房において処理し、命を受けて内閣官房副長官補が掌理する。
主任の大臣
本部に係る事項については、内閣法にいう主任の大臣は、内閣総理大臣とする。

## 関連法令
政令
- 道州制特別区域における広域行政の推進に関する法律の施行期日を定める政令（平成19年政令第10号）
- 道州制特別区域における広域行政の推進に関する法律施行令（平成19年政令第11号）
- 道州制特別区域推進本部令（平成19年政令第12号）

府令
- 道州制特別区域における広域行政の推進に関する法律施行規則（平成19年内閣府令第14号）

省令
- 道州制特別区域における広域行政の推進に関する法律第19条第1項第2号の特定保安施設事業交付金の交付に関する省令（平成19年農林水産省令第1号）
- 経済産業省関係道州制特別区域における広域行政の推進に関する法律施行規則（平成19年経済産業省令第5号）
- 環境省関係道州制特別区域における広域行政の推進に関する法律施行規則（平成19年環境省令第2号）
- 厚生労働省関係道州制特別区域における広域行政の推進に関する法律施行規則（平成19年厚生労働省令第6号）
- 文部科学省関係道州制特別区域における広域行政の推進に関する法律第二条第三項に規定する省令の特例に関する措置及びその適用を受ける特定事務等を定める省令（平成20年文部科学省令第27号）
- 道州制特別区域における広域行政の推進に関する法律第19条第1項第1号の特定砂防工事交付金等の交付に関する省令（平成22年国土交通省令第16号）

告示
- 道州制特別区域における広域行政の推進に関する法律第7条第2項第4号ロの規定に基づき農林水産大臣が内閣総理大臣に協議して指定する土地の区域の件（平成19年農林水産省告示第161号）
- 道州制特別区域における広域行政の推進に関する法律の規定に基づき指定する件（平成21年国土交通省告示第569号）

条例
- 北海道道州制特別区域推進条例（平成19年北海道条例第44号）